# Gwalior (ciutat)

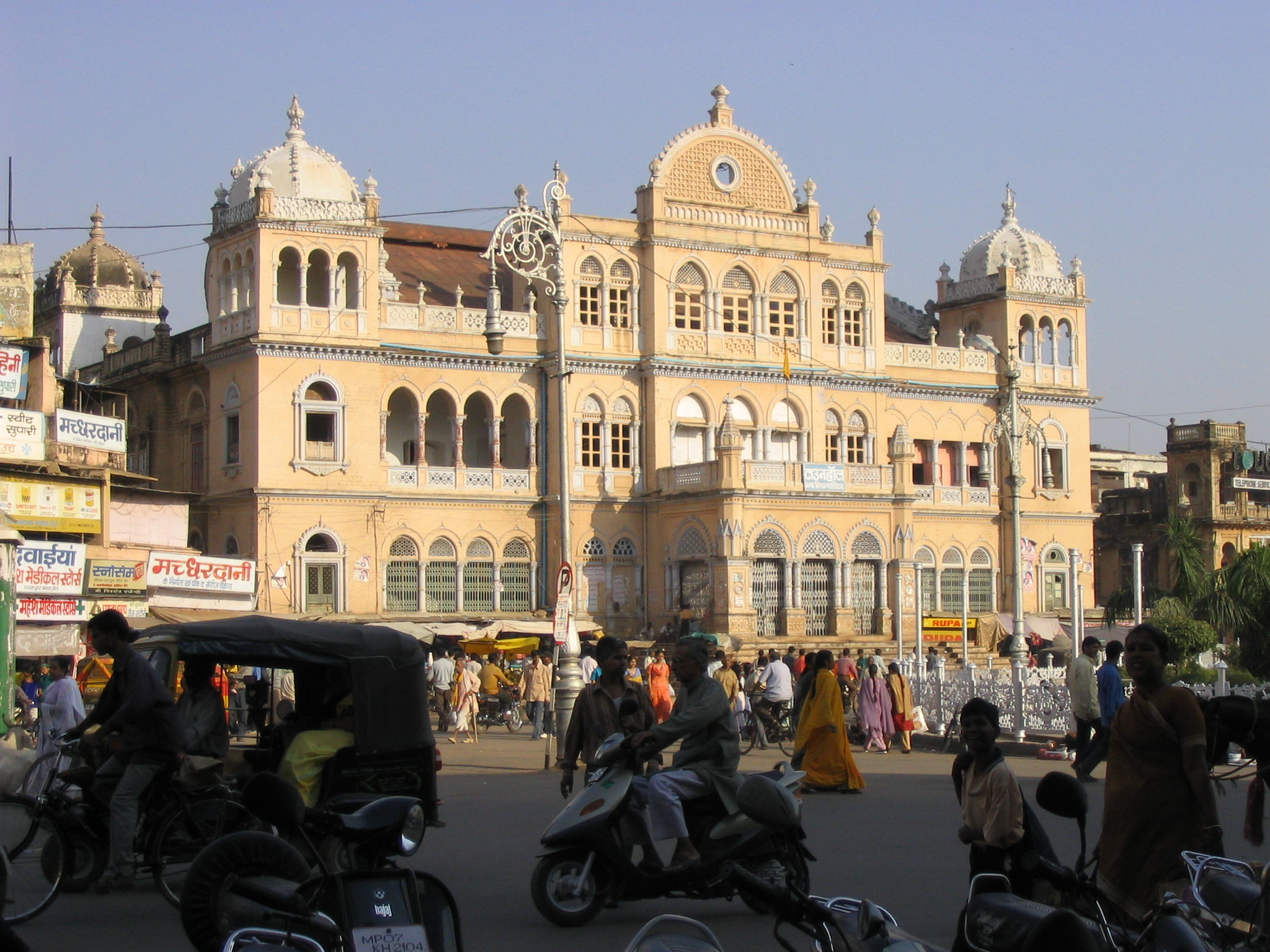
Un lloc de la ciutat

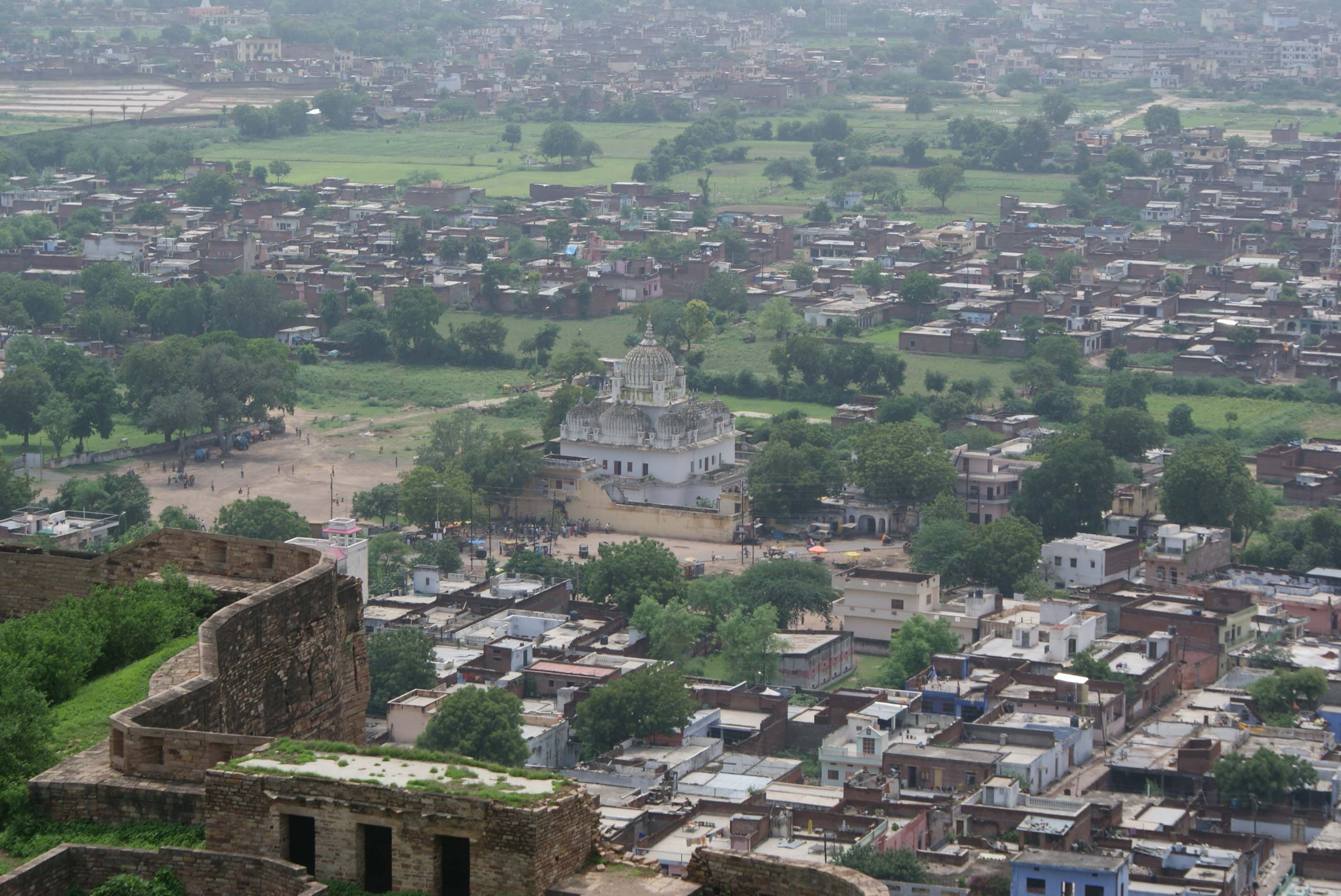
ciutat des del fort

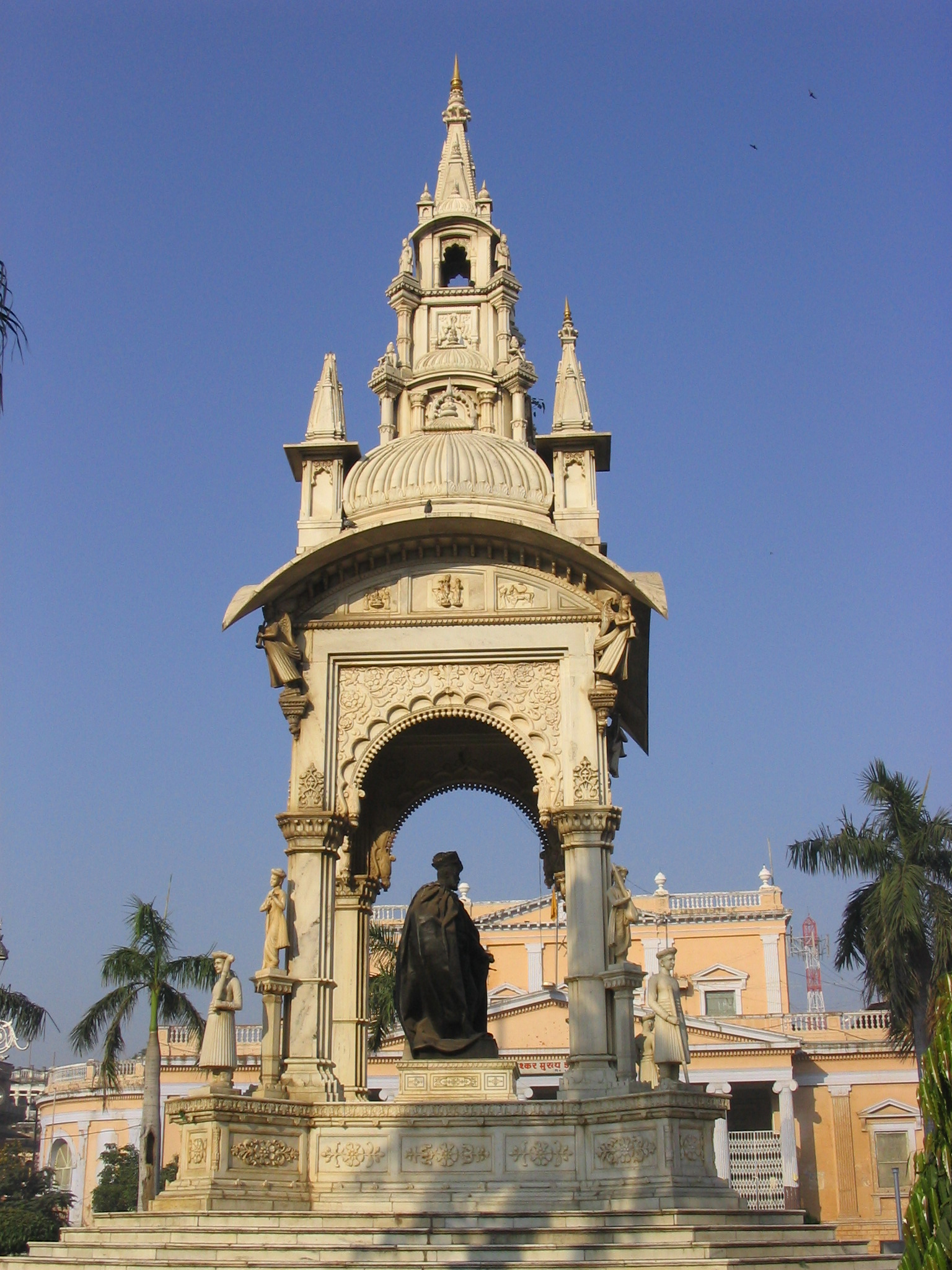
Monument a la ciutat

Gwalior (hindi ग्वालियर, marathi ग्वाल्हेर), és una ciutat i municipi de Madhya Pradesh; l'àrea metropolitana té una població d'1.200.000 habitants (la 46è ciutat de l'Índia). El nom derivaria entre altres versions de Galav, un eremita que va curar a un cap rajput kachwaha de nom Suraj Sen o Surya Sen. Segons el cens del 2001 la ciutat tenia 826.919 habitants. Està situada a 26° 13′ N, 78° 11′ E / 26.22°N,78.18°E. Als cens de 1881, 1891 i 1901 Gwalior, amb Lashkar i Brigade, tenia respectivament 88.066, 104.083 i 119.433 habitants.

## Història
Els primers senyors de Gwalior coneguts foren els huns, el rei Toramana i el seu fill Mihirakula, que van expulsar parcialment als guptes al segle vi. Al segle ix estaba en mans de Raja Bhoj de Kanauj (inscripció de 876) i al segle X va passar als kachwaha rajputs que també dominaven Jaipur i que la van conservar almenys fins al 1128, com independents o com a feudataris (el 1021 fou atacada per Mahmud de Gazni). En aquesta data van ser expulsats pels parihars que la van conservar fins al 1196.

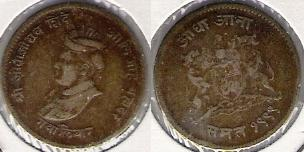
Moneda de Gwalior (1942).

El 1196 Qutb-ad-Din Àybak va conquerir la ciutat però la va perdre el 1210 davant els parihars i fou Shams ad-Din Iltutmish al-Kutbi ibn Yalam Khan (1211-1236), que la va recuperar el 1232 després d'un setge d'11 mesos. Va pertànyer al sultanat de Delhi fins al 1398, però després, durant la Campanya de Tamerlà a l'Índia va passar a mans de la rajputs tonwars; atacats el 1404, 1416, i 1429, els tomwars la van conservar fins al 1518 quan la fortalesa, que havia resistit a Sikandar Lodi, es va rendir a Ibrahim Lodi. En aquestos anys va destacar el maharajà Man Singh Tomar (1486-1517) amb la seva reina gujar Mrignaina (Mirada de cérvol) que van fer de Gwalior el centre de la música índia amb una gran escola on van estudiar molts dels millor artistes. El 1526 Baber va conquerir Gwalior i el 1542 Sher Shah Suri que la va tenir com a lloc d'estada preferit. Akbar el Gran la va conquerir el 1558.
Dins l'Imperi Mogul fou capital d'un sarkar de la suba de Malwa. Va pertànyer als mogols fins al 1731 quan va quedar en mans d'un cap maratha (el primer Sindhia) que va fundar el principat de Gwalior. El 1761 després de la batalla de Panipat, un cap jat de nom Lokendra Singh, senyor de Gohad, es va apoderar de la ciutat, però en fou expulsat poc després. Els britànics (major Popham) la van ocupar temporalment per sorpresa el 1780 i cedida al rana de Gohad, però recuperada per Sindhia el 1784
Scindia fou derrotat en la guerra contra els britànics el 1803-1804 i Gwalior fou ocupada pel general White (1804). Scindia va signar la pau i l'estat va quedar sota influència britànica el 1805, retornant Gwalior a Scindia. Després del conflicte de desembre de 1843 (batalles de Maharajpur i Panniar) un contingent va quedar estacionat a Gwalior manat per oficials britànics (1844). El contingent i l'exèrcit del maharajà es van revoltar el 1857. A primers de juny de 1858 la ciutat fou ocupada pels sipais revoltats però reconquerida al cap de pocs dies (dia 19) per Hugh Rose. Un destacament de la guarnició de Morar hi va romandre fins al 1886 quan fou retornada a Sindhia a canvi de Jhansi.
La ciutat de Gwalior inclou la ciutat de Lashkar (abans entitat separada a uns 3 km al sud de la ciutat de Gwalior) que fou la residència del maharajà de Gwalior després de 1805. Gwalior fou capital de Madhya Bharat (948-1956).